# Esparza de Salazar/Espartza Zaraitzu
Esparza de Salazar/Espartza Zaraitzu är en kommun i Spanien.   Den ligger i provinsen Provincia de Navarra och regionen Navarra, i den nordöstra delen av landet, 300 km nordost om huvudstaden Madrid.